# Liste der Einträge im National Register of Historic Places im McDonough County

Lage des McDonough County in Illinois

Die Liste der Einträge im National Register of Historic Places im McDonough County in Illinois führt alle Bauwerke und historischen Stätten im McDonough County auf, die in das National Register of Historic Places aufgenommen wurden.

## Legende
| NRHP | Historic Place    |
| HD   | Historic District |

## Aktuelle Einträge
| [ 2 ] | Name                                          | Bild                                          | Eintragsdatum        | Lage                                                      | Ort        | Beschreibung |
| ----- | --------------------------------------------- | --------------------------------------------- | -------------------- | --------------------------------------------------------- | ---------- | ------------ |
| 1     | William S. Bailey House                       | William S. Bailey House                       | 2012 ID-Nr. 12000553 | 100 South Campbell Street 40° 27′ 29,7″ N, 90° 40′ 8,3″ W | Macomb     |              |
| 2     | Moses King Brick and Tile Works               | Moses King Brick and Tile Works               | 2001 ID-Nr. 01000866 | 738 North Coal Street 40° 26′ 2″ N, 90° 47′ 48″ W         | Colchester |              |
| 3     | Clarence Kleinkopf Round Barn                 | Clarence Kleinkopf Round Barn                 | 1982 ID-Nr. 82002586 | Nördlich von Colchester 40° 27′ 18″ N, 90° 48′ 40″ W      | Colchester |              |
| 4     | Lamoine Hotel                                 | Lamoine Hotel                                 | 2010 ID-Nr. 10000760 | 201 North Randolph Street 40° 27′ 37″ N, 90° 40′ 12″ W    | Macomb     |              |
| 5     | McDonough County Courthouse                   | McDonough County Courthouse                   | 1972 ID-Nr. 72001448 | Public Square 40° 27′ 33″ N, 90° 39′ 58″ W                | Macomb     |              |
| 6     | Welling-Everly Horse Barn                     |                                               | 1985 ID-Nr. 85001911 | Abseits des US 136 40° 26′ 0″ N, 90° 32′ 5″ W             | Adair      |              |
| 7     | Western Illinois State Normal School Building | Western Illinois State Normal School Building | 1998 ID-Nr. 98000470 | 1 University Circle 40° 27′ 51″ N, 90° 41′ 0″ W           | Macomb     |              |